# Каспер Долберг
Каспер Долберг Расмусен (дан. Kasper Dolberg Rasmussen; 6. октобар 1997) професионални је дански фудбалер који игра на позицији нападача. Тренутно наступа за Андерлехт и репрезентацију Данске.

## Клупска каријера
Рођен је у Силкеборгу где је и почео омладинску, а касније и професионалну каријеру. Као професионалац је дебитовао против Брендбија 17. маја 2015. године. Почетком те године Ајакс је најавио да ће Долберг бити њихов члан од лета. Дана 26. маја 2016. године је постигао свој први гол и то на дебију у квалификацијама за Лигу шампиона против ПАОК-а. Први пут је био стрелац у лигашком мечу у Ередивизији против Роде — постигао је оба гола за Ајакс у ремију од 2:2.
Дана 29. августа 2019. године постао је члан Нице.

## Репрезентативна каријера
За сениорску репрезентацију Данске дебитовао је против Казахстана 11. новембра 2016, а против истог противника је неколико месеци касније постигао свој први гол за репрезентацију у Квалификацијама за Светско првенство 2018. У осмини финала ЕП 2020. постигао је прва два гола за Данску, коначан резултат је био 4:0. Свој трећи гол на турниру је постигао против Чешке након асистенције Јоакима Мелеа.